# Journal of the American Oil Chemists' Society
Journal of the American Oil Chemists' Society è una rivista accademica che si occupa di chimica, in particolare di lipidi e argomenti correlati. Nel 2014 il fattore d'impatto della rivista era di 1,541.